# Juvenal Garcês
Juvenal Garcês (Ribeira Brava, 31 de maio de 1961 — Ribeira Brava, 4 de agosto de 2020) foi um encenador português.

## Biografia
Juvenal Ventura Garcês iniciou-se no Teatro Experimental do Funchal e estreou-se como profissional em 1980, na peça Baal de Bertolt Brecht, encenada por João Lourenço.
Até 1990, foi ator em vários espetáculos, com destaque para três encenações de Xosé Blanco Gil em que participou: Gardel, El Día Que Me Quieras, de Ignacio Cabrujas, A Celestina, de Fernando Rojas; e Ai Que Saltinhos Me Dá o Coração, com textos de Anton Tchekov. Foi também dirigido por Filipe La Féria, na Casa da Comédia, nomeadamente em A Marquesa de Sade, de Yukio Mishima, e Electra, de Marguerite Yourcenar. Mais tarde, voltou a representar Anton Tchekov, desta feita, sob a direção de Mário Viegas, no espetáculo Deus os Fez, Deus os Juntou. Dirigido por Carlos Avilez, entrou ainda na peça Jedermann, de Hugo von Hofmannsthal. Depois de ter protagonizado a comédia itinerante O Regresso de Bucha e Estica (sobre textos de Stan Laurel e Oliver Hardy), associou-se ao ator e encenador Mário Viegas para fundar, em 1990, a Companhia Teatral do Chiado.
Destacam-se, de 1990 a 1995, os papéis que desempenhou na C.T.C. em peças encenadas por Mário Viegas:
- A Birra do Morto, de Vicente Sanches
- Nápoles Milionária e A Arte da Comédia, de Eduardo de Filippo
- Enquanto se Está à Espera de Godot, de Samuel Beckett
- O Ensaio de um Sonho, de August Strindberg e Ingmar Bergman
- A Grande Magia, de Eduardo de Filippo
- Uma Comédia às Escuras, de Peter Shaffer
Com encenação de Filipe Crawford, participou também no espetáculo Um Suicídio Coletivo, da autoria de Peppino de Filippo.
Após a morte de Mário Viegas, em 1996, assumiu a Direção Artística da Companhia Teatral do Chiado e passou a ser o seu encenador principal. Estreou-se nesta função com a peça Dá Raiva Olhar Para Trás, de John Osborne. Desde aí dirigiu os seguintes espetáculos:
- As Obras Completas de William Shakespeare em 97 Minutos (Adam Long, Jess Borgeson, Daniel Singer), êxito de público, desde 1996 em cena
- Ensaio Geral (duas peças de Israel Horovitz: Acrobatas e Linha)
- Fora de Jogo (duas peças de Israel Horovitz: Pêra Doce e Jogo da Macaca)
- Hedda Gabler, de Henrik Ibsen
- A Menina Júlia de August Strindberg
- Um Ouvido Só Para Ele (onde regressou ao palco como ator) e Um Olho Para Toda a Gente, ambas de Peter Shaffer
- Oh Que Ricos Dias, de Samuel Beckett, a peça que inaugurou, em 2003, a nova sala do Teatro-Estúdio Mário Viegas.
Em 2004, encenou a peça de Bill Manhoff: O Mocho e a Gatinha, e voltou a representar no clássico de Ibsen: A Casa da Boneca, que também encenou.
Em 2006, As Vampiras Lésbicas de Sodoma do actor e dramaturgo norte-americano Charles Busch e já em 2007, A Bíblia - Toda a Palavra de Deus de Adam Long, Austin Tichenor e Reed Martin.
Em 2008, aventurou-se pelo seu primeiro policial: A arte do crime, de Richard Harris. Em 2009, adaptou e encenou A dama de copas e o rei de Cuba, do dramaturgo brasileiro, Timochenco Wehbi.
Em 2010, prestou homenagem ao co-fundador da Companhia Teatral do Chiado, no espectáculo Amor com amor se paga (Um acto teatral para Mário Viegas), 
Maria, Cavakov e tudo o mais!, mais uma comédia, em 2011. Em 2012, apresenta-se como autor, com a peça Corações em festa.
De acordo com o Movimento Cultura para Todos, Juvenal Garcês regressou à Ribeira Brava, na Madeira, depois da extinção da Companhia Teatral do Chiado.
Morreu no dia 4 de agosto de 2020 na Madeira, aos 59 anos.